# Kyomu no naka de no yuugi
«Kyomu no naka de no yuugi» (虚無の中での遊戯 ?) —en español: «Juego de la vanidad en el vacío»—  ? Es el noveno sencillo de la banda japonesa Malice Mizer lanzado el 31 de mayo de 2000. Los vocales de este sencillo constan de un coro femenino. El mismo día se lanzó el VHS con el PV, número de catálogo MMVC-011. 

## Lista de canciones
| (CD)  |                                                |        |        |          |  |
| N.º   | Título                                         | Letras | Música | Duración |  |
| 1.    | «虚無の中での遊戯 (kyomu no naka de no yuugi)» | Mana   | Mana   | 6:50     |  |
| 2.    | «kyomu no naka de no yuugi (Instrumental)»     | Mana   | Mana   | 6:50     |  |
| 13:00 |                                                |        |        |          |  |

| (VHS) 虚無の中での遊戯～de l'image～ |                                                      |        |        |          |  |
| N.º                                  | Título                                               | Letras | Música | Duración |  |
| 1.                                   | «虚無の中での遊戯 PV (kyomu no naka de no yuugi PV)» | Mana   | Mana   | 7:00     |  |
| 7:00                                 |                                                      |        |        |          |  |